# Maron de Kluizenaarkerk
De Kerk van Maron de Kluizenaar (Russisch: Храм Марона Пустынника в Старых Панех) is een Russisch-orthodoxe Kerk in Moskou, gelegen aan het Oelitsa Bol'shaija (district Zamoskvoretsje).

## Geschiedenis
De eerste vermelding van de kerk dateert uit 1642. Het betrof toen een houten kerk die in de jaren 1730 werd vervangen door een kerk van steen.
In 1812 werd het gebouw ontwijd en ernstig beschadigd door de Fransen. De kerk bleef daardoor enige tijd gesloten voor de eredienst. Vanaf de jaren 1830 werd de herbouw van de kerk ter hand genomen onder leiding van de zoon van een rijke koopman. De wijding van de nieuwe kerk vond plaats op 29 oktober 1844 door metropoliet Filaret van Moskou.
De acht klokken in de kerktoren waren in heel Moskou bekend vanwege het harmonieuze geluid.

## Sluiting
Plundering van waardevolle voorwerpen als kerkzilver vond al plaats in 1922. Sluiting van de kerk voor de eredienst vond in 1930 plaats. De nog resterende voorwerpen van waarde werden geconfisqueerd en een aanzienlijk deel (meer dan dertig iconen en diverse liturgische gebruiksvoorwerpen) werd overgebracht naar de naburige Kerk van Johannes de Krijger. De klokken werden verkocht aan een buitenlandse universiteit. Wegens geldgebrek voor nieuwe bebouwing ging de sloop van de kerk niet door. In de jaren 60 werd opnieuw sloop aan de orde gesteld maar ook van die plannen kwam uiteindelijk niets terecht.

## Teruggave
In 1992 keerde de kerk terug naar de Russisch-orthodoxe kerk. Sinds 1993 werd de kerk gerestaureerd.